# SremmLife
SremmLife è l'album di debutto del duo maschile statunitense Rae Sremmurd, pubblicato il 6 gennaio 2015 attraverso la Interscope Records e Ear Drummers Entertainment.
L'album è stato preceduto da cinque singoli, No Flex Zone, No Type, Throw Sum Mo, Up Like Trump e This Could Be Us. L'album vedde collaborazioni di diversi artisti come Two-9, Nicki Minaj, Young Thug e Big Sean.

## Singoli
Il singolo di debutto, No Flex Zone è stato pubblicato tramite download digitale il 18 maggio 2014. La canzone attirava i media, e fu pubblicato un remix ufficiale con i rapper Nicki Minaj e Pusha T. Il singolo raggiunse la trentaseiesima posizione nella classifica Billboard Hot 100.
Il secondo singolo, No Type è stato pubblicato il 15 settembre 2014, e raggiunse il sedicesimo posto nella classifica Billboard Hot 100.
Il terzo singolo, Throw Sum Mo è stato pubblicato il 9 dicembre 2014, con la collaborazione di Nicki Minaj e Young Thug. La canzone ha raggiunse il trentesimo posto nella classifica.
Il quarto singolo, Up Like Trump è stato pubblicato il 16 dicembre 2014. Ha raggiunto la quarantatreesima posizione in classifica nella Hot R&B/Hip-Hop Songs.
Il quinto singolo, This Could Be Us è stato mandato nelle radio urbane il 21 aprile 2015.

## Tracce
1. Lit Like Bic – 4:34
2. Unlock The Swag – 5:22
3. No Flex Zone – 3:51
4. My X – 3:34
5. This Could Be Us – 3:26
6. Come Get Her – 3:32
7. Up Like Trump – 3:13
8. Throw Sum Mo (feat. Nicki Minaj e Young Thug) – 4:20
9. YNO (feat. Big Sean) – 5:24
10. No Type – 3:20
11. Safe Sex Pay Checks – 4:56

## Classifiche
| Classifica (2015)                    | Posizione massima |
| ------------------------------------ | ----------------- |
| Belgio (Vallonia)                    | 193               |
| Canada                               | 13                |
| Danimarca                            | 22                |
| Norvegia                             | 37                |
| Stati Uniti                          | 5                 |
| Stati Uniti (Top R&B/Hip-Hop Albums) | 1                 |
| Stati Uniti (Top Rap Albums)         | 1                 |
| Svezia                               | 60                |

### Classifiche di fine anno
| Classifica (2016) | Posizione |
| ----------------- | --------- |
| Stati Uniti       | 106       |